# Yves Allégret
Yves Allégret, född 13 oktober 1907 i Asnières-sur-Seine nära Paris, död 31 januari 1987 i Jouars-Pontchartrain nära Paris, var en fransk regissör. Han var bror till Marc Allégret.
Han var gift med författaren och skådespelaren Simone Signoret 1944-1949. Han var far till skådespelerskan Catherine Allégret.

## Filmografi (urval)
- 1931 La chienne – regiassistent
- 1932 - Fantômas – regiassistent
- 1934 L'Atalante – filmroll
- 1944 La boîte aux rêves
- 1947 Glädjehuset (Dédée d'Anvers)
- 1949 Minnenas strand (Une si jolie petite plage)
- 1949 Manege (Manéges)
- 1950 Det sker blott en gång (Les Miracles n'ont lieu qu'une fois)
- 1951 Lädernäsan (Nez de cuir)
- 1952 De 7 dödssynderna (film) (Les sept péchés capitaux)
- 1952 Hon svor att hämnas (La jeune folle)
- 1953 Lilla helgonet (Mam'zelle Nitouche)
- 1953 Den heta staden (Les orgueilleux)
- 1955 La meilleure part
- 1955 Oas (Oasis)
- 1957 Méfiez-vous, fillettes
- 1958 Natten du gav mig (La fille de Hambourg)
- 1960 Eddie som cowboy (Chien de pique)
- 1963 Den stora gruvstrejken (Germinal)
- 1967 Johnny Banco - äventyraren (Johnny Banco)
- 1969 L'invasion